# Toronto Metropolitan University
Die Toronto Metropolitan University (kurz TMU) ist eine kanadische staatliche Universität in Toronto. Sie wurde 1948 als Ryerson Institute of Technology gegründet und trug bis 2022 den Namen Ryerson University. Gut 33.000 Vollzeitstudenten sind in mehr als 80 Studiengängen eingeschrieben.

## Geschichte

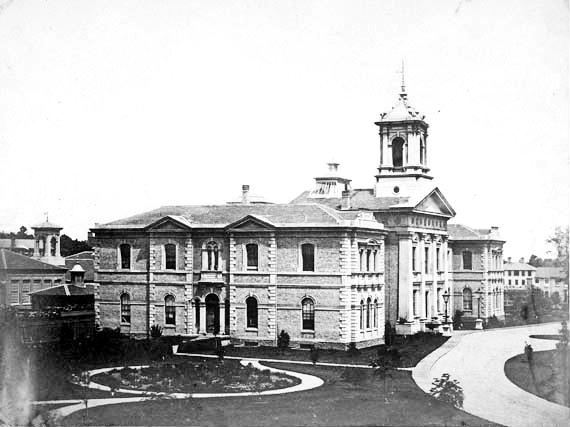
The Normal School an der Gould St. im Jahre 1856

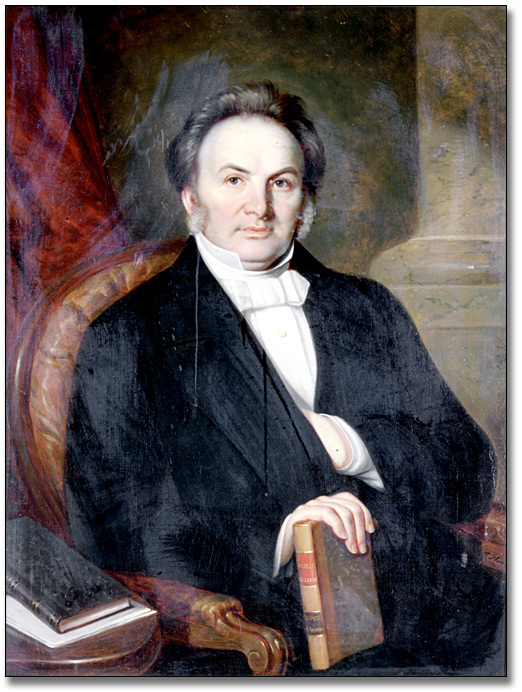
Egerton Ryerson (1803–1882)

Im Jahre 1852 gründete Egerton Ryerson auf dem heutigen Hauptcampus Ontarios eine erste Lehrerausbildungseinrichtung, die Toronto Normal School. Diese beinhaltete das Department of Education sowie das Museum of Natural History and Fine Arts, welches später zum Royal Ontario Museum umgebildet wurde. Ein Landwirtschaftslaboratorium, welches sich auf dem Gelände befand, führte zur Gründung des Ontario Agricultural College und der University of Guelph.
Im Jahr 1948 wurde das Ryerson Institute of Technology, der direkte Vorläufer der späteren Universität, gegründet. 1966 wurde dieses Institut in Ryerson Polytechnical Institute umbenannt. 1971 erhielt das Institut die Akkreditierung durch die staatlichen Aufsichtsbehörden der Provinzregierung und durch die Association of Universities and Colleges of Canada (AUCC). Im gleichen Jahr wurde das Institut Mitglied im Council of Ontario Universities (COU). 1993 wurde die Bildungseinrichtung zur Volluniversität und hieß fortan Ryerson Polytechnic University. Nach Einführung von Masterstudiengängen und Erhalt des Promotionsrecht nahm sie im Jahr 2002 den Namen Ryerson University an, den sie bis 2022 trug.

### Kontroverse um Namensgeber
Der ursprüngliche Namensgeber Egerton Ryerson war ein methodistischer Pfarrer und Erzieher, der wesentlich an der Entstehung des Schulwesens in Ontario beteiligt war. 1847 verfasste er einen Bericht für das Department of Indian Affairs, in dem er die Einrichtung von Internaten für die Kinder der First Nations befürwortete, und gilt daher als Wegbereiter der späteren Residential Schools.  Nach Funden von Massengräbern auf den Geländen mehrerer ehemaliger Residential Schools im Jahr 2021 geriet die Benennung der Universität nach Ryerson zunehmend in Kritik; unter anderem wurde im Juni 2021 einer Ryerson-Statue auf dem Campus im Rahmen von Protesten der Kopf abgetrennt und in das Torontoer Hafenbecken geworfen. Im August 2021 beschloss der Verwaltungsrat der Universität als Reaktion auf diese Entwicklungen die Umsetzung von 22 Empfehlungen einer internen Arbeitsgruppe, zu denen die Umbenennung der Bildungseinrichtung gehörte. Der neue Name Toronto Metropolitan University wurde im April 2022 bekanntgegeben und im Dezember 2022 durch ein von der Legislativversammlung von Ontario verabschiedetes Gesetz rechtskräftig.

## Fakultäten
Es gibt folgende Fakultäten:
- Faculty of Arts
- Faculty of Communication & Design
- Faculty of Community Services
- Faculty of Engineering, Architecture and Science
- Ted Rogers School of Management
- Graduate Studies

- Die G. Raymond Chang School of Continuing Education ist eine Fakultät der TMU und bietet berufliche Weiterbildung an.

## Sport
Die TMU Bold (vormals Ryerson Rams) vertreten die Universität in den Ligen der Ontario University Athletics (OUA).

## Bekannte Absolventen
- Angie Lau, Journalistin
- Waubgeshig Rice, Journalist und Schriftsteller